# Chapelle Notre-Dame-du-Rugby
Pour les articles homonymes, voir Chapelle Notre-Dame.
La chapelle Notre-Dame-du-Rugby est située sur la commune de Larrivière-Saint-Savin dans les Landes. Il s'agit d'un des trois sanctuaires sportifs que compte le département, avec les chapelles Notre-Dame-des-Cyclistes à Labastide-d'Armagnac et Notre-Dame-de-la-Course-Landaise à Bascons.
Elle accueille chaque année une dizaine de milliers de visiteurs venus pour se recueillir. On peut y admirer des vitraux d'inspiration chrétienne et « rugbystique ». De nombreux maillots d'anciens grands noms du rugby français et international tapissent les murs.

## Présentation
Ancien oratoire romain, l'édifice devient la sacristie de l'ancienne église paroissiale de Larrivière Saint-Savin, qui sera démolie vers le milieu du XIXe siècle. Elle est alors transformée en chapelle après des travaux de défrichement entrepris en 1960.
Notre-Dame-du-Rugby est l'œuvre de l’abbé Michel Devert, qui s'est beaucoup occupé de jeunes et de rugby. Il a l'idée de défricher cette chapelle en ruine, située à la sortie de Grenade-sur-l'Adour et de la restaurer pour en faire un sanctuaire et un lieu de prière lié à l'univers du rugby. Il met son idée en œuvre après le décès en 1964 de trois joueurs de rugby à XV de Dax dans un accident de voiture : Jean Othats, Émile Carrère et Raymond Albaladejo.
En octobre 1964, le secrétariat d'État à la jeunesse et aux sports autorise Notre-Dame du rugby, et en décembre, la Fédération française de rugby à XV donne un avis favorable. La réfection de la toiture se fait la même année, et la réfection de l'intérieur en 1966. Robert Bézac, évêque de Dax, inaugure la chapelle en juin 1967.
Des travaux postérieurs à l'inauguration sont entrepris par phases successives : en 1969, Pierre Lisse, capitaine du Stade montois réalise la statue de Notre-Dame du rugby. La construction du clocher date de 1971, et les carillons sont installés en 1974. Le vitrail représentant la vierge au joueur est dessiné par Patrick Géminel, militaire et grand Prix de Rome.
L'intérieur est rénové par Joseph Bernardet. Les pavés viennent des rues de Grenade-sur-l'Adour et de Mont-de-Marsan. La pierre d'autel vient des abbés Barrère, de Grenade-Larrivière. Le marbre de l'autel est celui de l'ancienne chapelle, les carreaux sous l'autel proviennent d'un château.
En ce qui concerne les ornementations, les chaussures sont celles des joueurs accidentellement décédés. La statue du fond est celle de saint Savin, patron de l'ancienne église, sculptée par André Lacome, de Lourdes, en 1968.
La route qui mène à la chapelle et longe l'ancien camp gaulois de Thun est réalisée en 1976-1977, grâce à l'aide du Conseil général des Landes et de joueurs de rugby de toute la France.

## La chapelle Notre-Dame-du-Rugby à la télévision
- Los Secrets de Fred : La capèla Notre-Dame-du-Rugby, ÒC tele, diffusé le 18 janvier 2023[5],[6]